# Nederweert War Cemetery

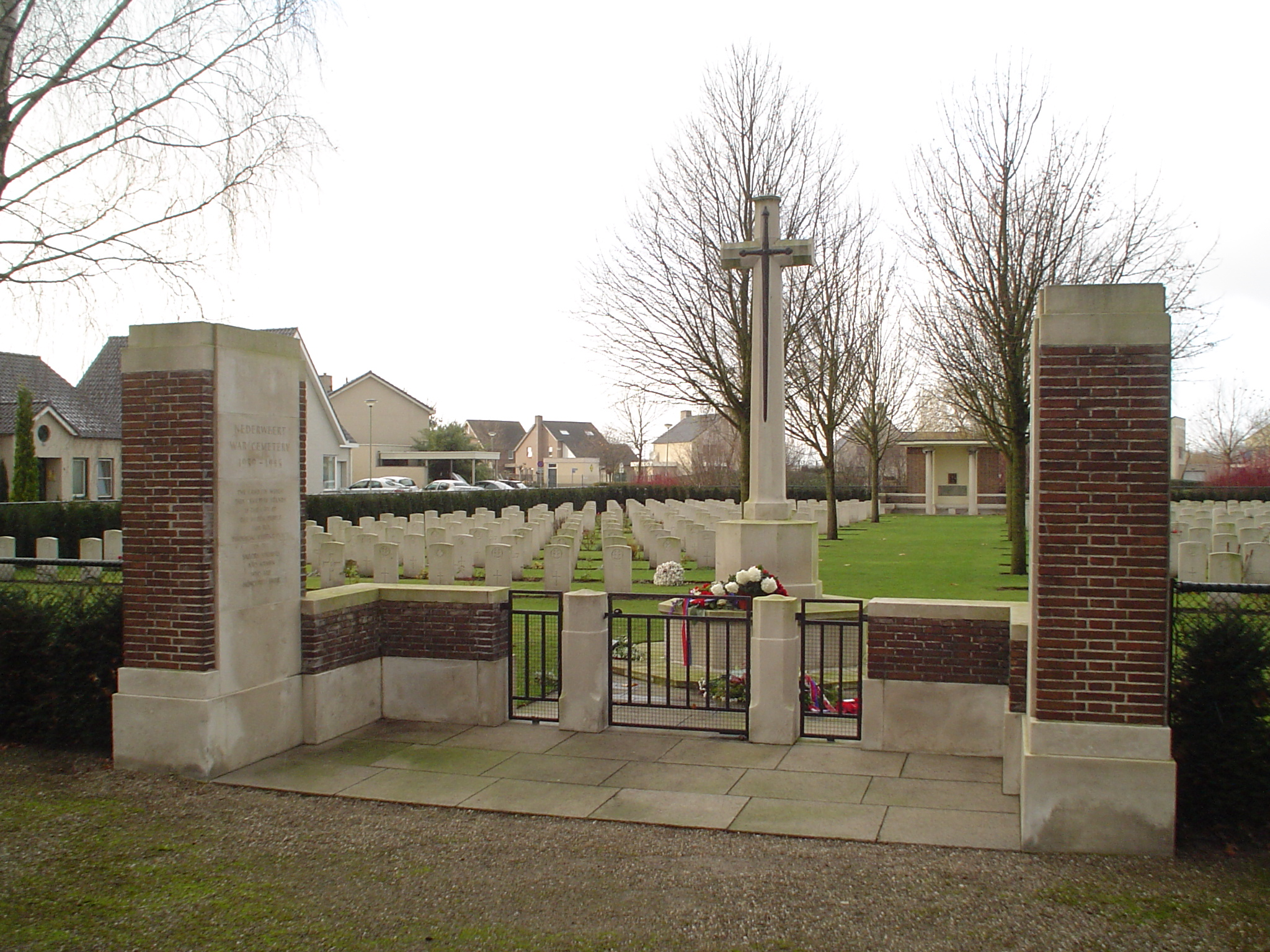
Ingang met herdenkingskruis

Nederweert War Cemetery is een Brits ereveld gelegen aan de Monseigneur Kreyelmanstraat in de Nederlandse plaats Nederweert.
Op de begraafplaats liggen 362 doden uit de Tweede Wereldoorlog begraven, afkomstig uit landen van het Gemenebest. De Commonwealth War Graves Commission is verantwoordelijk voor de begraafplaats. Er is een register en een gastenboek aanwezig.
De doden zijn gesneuveld na de bevrijding van Nederweert op 21 september 1944. De frontlijn lag tot 14 november van dat jaar dicht in de buurt van het dorp en liep langs de Zuid-Willemsvaart en het kanaal Wessem-Nederweert. In die periode vielen er slachtoffers bij patrouilles, door Duitse beschietingen en ook door Duitse mijnenvelden. Toen de Britten de kanalen waren overgestoken en optrokken naar de Maas werden nog doden begraven die vielen in de omgeving.
Op de begraafplaats staat een herdenkingskruis (Cross of Sacrifice) naar ontwerp van Sir Reginald Blomfield. Het is uitgevoerd in natuursteen, en er is een bronzen zwaard op aangebracht.